# Томас, Сидни Гилкрист
Сидни Гилкрист Томас (англ. Sidney Gilchrist Thomas) (16 апреля 1850 года, Лондон, район Канонбери — 1 февраля 1885, Париж) — английский металлург и изобретатель. Изобрел способ переработки в сталь фосфористых чугунов, который был назван его именем томасовским процессом.

## Биография
Сидни Гилкрист Томас родился 16 апреля 1850 года в Лондоне. Его отец Уильям Томас (1808—1867) по происхождению был валлийцем, он работал в юридическом отделе Управления налоговых сборов (англ. Inland Revenue). Его мать, Мелисент Гилкрист (англ. Melicent Gilchrist) (1816 — ?), была старшей дочерью священника, преподобного Джеймса Гилкриста (англ. James Gilchrist).
Получил образование в Лондоне в Далич-колледж (англ. Dulwich College). После потери отца Сидни вынужден был бросить учебу и наняться на работу уже в 1867 году. Сначала несколько месяцев он работал помощником учителя в школе в Эссексе, позже — конторным работником в полицейском суде, где работал до мая 1879 года. Работая в суде, после работы Сидни изучал химию и посещал лекции в Брикбекском институте (теперь университет Брикбек, часть Лондонского университета). Свои исследования он направил на решение проблемы удаления фосфора из стали в бессемеровском конверторе при переработке чугуна с большим содержанием фосфора, полученного из железных руд, содержащих много фосфора. К 1875 году он изобрел такой метод и обсудил его со своим двоюродным братом Перси Гилкристом (англ. Percy Gilchrist) (1851—1935), который работал химиком на Блайневонском металлургическом заводе в Уэльсе. С разрешения управляющего завода Эдварда Мартина (англ. Edward Pritchard Martin) на заводе были проведены экспериментальные плавки. В 1878 году был получен патент на метод, разработанный Томасом. В марте 1878 года на заседании Института железа и стали было сделано сообщение о способе получения стали из чугунов с большим содержанием фосфора, однако на него не обратили большого внимания. В сентябре 1878 года Томас и Гилкрист написали доклад «Удаление фосфора в бесемеровском конверторе» (англ. "Elimination of Phosphorus in the Bessemer Converter") для осеннего заседания Института железа и стали, которая была прочитана лишь в мае 1879 года. На новый метод обратил внимание Эдвард Винздор Ричардс (англ. Edward Windsor Richards), управляющий завода компании Bolckow Vaughan & Co в Кливленде, Йоркшир. С этого времени образ Томаса получил широкое признание и получил на него английские и иностранные патенты. Основной процесс, разработанный Томасом, впоследствии стал особенно важным не для Англии, а для континентальной Европы, где были большие залежи фосфористых железных руд, которые до изобретения Томаса не могли быть используемыми для получения железа из-за большого содержания фосфора. Поэтому имя изобретателя в XIX веке было более известным в Бельгии и Германии, чем в Англии.
За свое изобретение Томас имел определенный доход, большую часть которого тратил на благотворительность.
Из-за многолетней тяжелой работы, Томас заболел и имел болезнь легких. Отдых в Египте не улучшил состояние его здоровья. Сидни Гилкрист Томас умер 1 февраля 1885 года в Париже, где он находился со своей матерью и сестрой. Похоронен на кладбище Пасси в Париже.